# Non-conformistes
Pour l'attitude plus générale par rapport aux usages et aux normes, voir Conformisme et Anticonformisme.

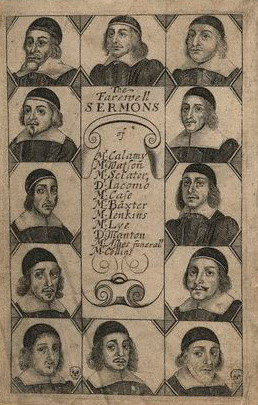
Page d'entête d'une série de Sermons d'adieu préchés par les ministres non-conformistes dans leurs paroisses en 1662.

Les non-conformistes (dont certains étaient appelés autrefois aussi dissidents, en anglais : dissenters) étaient des protestants anglais en rupture avec l'Église anglicane, associée au pouvoir royal. Il s'agissait notamment de puritains (aussi appelés presbytériens ou calvinistes), des baptistes et plus tard des quakers. On oppose les non-conformistes aux fidèles de l'Église anglicane, appelés alors conformistes.

## Historique
Le terme apparaît vers 1566, sous Élisabeth Ire, lorsque l'archevêque de Cantorbéry Matthew Parker, voulut forcer les ecclésiastiques à porter des ornements liturgiques.
C'est toutefois l'Acte d'uniformité de 1662 qui provoque la « grande expulsion » qui voit près de 2 000 ecclésiastiques chassés de l’Église anglicane. Ceux-ci refusaient en effet de se plier à cette nouvelle loi qui exigeait des ecclésiastiques anglicans qu'ils utilisent uniquement les rites et formules liturgiques prescrits dans le Book of Common Prayer et qu'ils soient tous ordonnés par des évêques de l'Église d'Angleterre, une exigence profondément inacceptable pour les puritains, la faction de l'Église d'obédience calviniste qui avait été dominante pendant la guerre civile anglaise et l'interrègne. 
Jusqu'en 1828, les non-conformistes étaient tenus éloignés des emplois publics, civils ou militaires, par des lois appelées Test Acts et Corporation Act. 
Leur émigration vers les colonies fut encouragée par le pouvoir royal anglais pour les éloigner et pour peupler les colonies. Cela renforça considérablement la démographie de la Nouvelle-Angleterre ; ce déséquilibre démographique assura finalement la domination anglo-saxonne sur le continent nord-américain contre les Français beaucoup moins nombreux.